# Oni (film 2002)
Oni (ang. They lub Wes Craven's Presents: They) – filmowy horror z roku 2002, wyreżyserowany przez Roberta Harmona do scenariusza Brendana Hooda. W 2003 roku film zdobył nagrody International Fantasy Film Award oraz CSC Award.
Opowiada historię Julii Lund, studentki psychologii prześladowanej przez koszmary na jawie, ogarniętej strachem wobec ciemności. W życiu bohaterki zaczyna dochodzić do wielu innych sytuacji po samobójczej śmierci jej przyjaciela z dzieciństwa.

## Obsada
- Laura Regan jako Julia Lund
- Marc Blucas jako Paul Loomis
- Ethan Embry jako Sam Burnside
- Dagmara Dominczyk jako Terry Alba
- Jon Abrahams jako Billy Parks
- Jonathan Cherry jako Darren